# Una pastisseria a Notting Hill
Una pastisseria a Notting Hill (títol original en anglès: Love Sarah) és una pel·lícula dramàtica britànica-alemanya del 2020 escrita i dirigida per Eliza Schroeder i protagonitzada per Celia Imrie, Shannon Tarbet, Shelley Conn, Rupert Penry-Jones i Bill Paterson. Ha estat doblada i subtitulada al català.

## Argument
Tres dones de generacions diferents, la jove Clarissa (Shannon Tarbet), la seva excèntrica àvia Mimi (Celia Imrie) i la Isabella (Shelley Conn) uneixen esforços per obrir una pastisseria a Notting Hill, barri cosmopolita de Londres en homenaje al somni de la mare de la Clarissa, la Sarah (Candice Brown), morta en un accident quan anava en bici a signar el contracte de lloguer del local. Les il·lusions es barrejaran amb els dubtes i la lluita diaria per sortir endavant amb el record constant de la que era una excel·lent xef.
Mimi, antiga trapecista, haurà de posar-se a la cuina a ajudar a la seva neta. La Isabella, amiga i sòcia de la difunta Sarah, embolicada amb préstecs també haurà de posar-se a fer pastisos amb el suport de Matthew (Rupert Penry-Jones), antic company d'universitat.

## Repartiment
- Shelley Conn: Isabella
- Shannon Tarbet: Clarissa
- Celia Imrie: Mimi
- Rupert Penry-Jones: Mathew
- Bill Paterson: Felix
- Candice Brown: Sarah
- Grace Calder: Juliet
- Max Parker: Alex
- Andrew David: Clive
- Lucy Fleming: Olga

## Al voltant de la pel·lícula
Una pastisseria a Notting Hill representa el debut de l'alemanya Eliza Shroeder com a directora, anteriorment havia treballat en curtmetratges i anuncis publicitaris. Va començar a desenvolupar la idea del guió quan estudiava un master a la universitat de Goldsmith de Londres.
Estrenada el 10 de juliol del 2020 al Regne Unit, en sales limitades, els ingressos per l'exhibició de la pel·lícula es van obtenir bàsicament per les sales de Nova Zelanda i Austràlia amb recaptacions de 0,5 milions de dòlars i 0,4 milions de dòlars. La recaptació global va assolir 1,1 milions de dòlars.

### Crítiques
La pel·lícula obté una aprovació del 63% a l'agregador Rotten Tomatoes, amb puntuació mitja del 5,40 /10 sobre un total de 38 anàlisis i a un 67% de l'audiència els va agradar, amb una puntuació del públic de 3,7 sobre 5.
En la ressenya que fa Cath Clarke a The Guardian comenta que si bé les interpretacions dels actors són correctes els personatges resulten poc perfilats i poc interessants. La pel·lícula comença amb un refrescant menyspreu pels homes, centrant-se en les relacions femenines, tot i que poc després arriba el xef Matthew que inexplicablement ha deixat una feina en un restaurant amb estrella Michelin per aquesta pastisseria. En resalta també que l'ambientació en un Londres on els personatges sempre van en bicicleta i per parcs resulta poc creïble.